# Bel Ami (film din 1947)
Bel Ami (în engleză The Private Affairs of Bel Ami) este un film american din 1947 regizat de Albert Lewin și distribuit de United Artists. În acest film, George Sanders interpretează rolul unui ticălos care se folosește de femei pentru a ajunge în societatea pariziană de la sfârșitul secolului al XIX-lea. Este bazat pe romanul Bel Ami al lui Guy de Maupassant.

## Rezumat
Acțiunea se petrece la Paris, în 1880. Filmul prezintă ascensiunea socială a tânărului seducător Georges Duroy (George Sanders), care nu ezită să se folosească de farmecul său pentru a ajunge în vârful societății pariziene. Sărac și fără perspective, Duroy se reîntâlnește cu un prieten, Charles Forestier (John Carradine), care lucra ca jurnalist politic la ziarul La Vie française. Ei iau masa împreună la editorul ziarului, domnul Walter. Acesta din urmă îl angajează pe Duroy, la sfatul prietenului său. În scrierea articolelor, Duroy este ajutat de soția lui Charles, Madeleine (Ann Dvorak), care se dovedește a fi adevărata autoare a articolelor jurnalistului, după cum acesta își dă repede seama. 
Mai întâi, el o seduce pe Clotilde de Marelle (Angela Lansbury), pe care o întâlnise la cina de la familia Walter și care înțelege că el este un seducător. Aceasta îi dă porecla de "Bel Ami" și-i rămâne credincioasă, în ciuda faptului că acesta se orientează apoi către alte femei. După moartea lui Charles Forestier, care era bolnav de tuberculoză, George se căsătorește cu văduva lui și profită la rândul său de talentul ei de cronicar. În ciuda faptului că se căsătorise, el le seduce apoi pe doamna Walter (Katherine Emery) și pe fiica acesteia, Suzanne (Susan Douglas). O soartă tragică îl așteaptă.

## Distribuție
- George Sanders - Georges Duroy
- Angela Lansbury - Clotilde de Marelle
- Ann Dvorak - Madeleine Forestier
- John Carradine - Charles Forestier
- Susan Douglas Rubes - Suzanne Walter
- Hugo Haas - domnul Walter
- Warren William - Laroche-Mathieu
- Frances Dee - Marie de Varenne
- Albert Bassermann - Jacques Rival
- Marie Wilson - Rachel Michot
- Katherine Emery - doamna Walter
- Richard Fraser - Philippe de Cantel
- John Good - Paul de Cazolles
- David Bond - Norbert de Varenne
- Leonard Mudie - Potin

## Comentariu
Acest film este al treilea realizat de Albert Lewin pentru George Sanders, după The Moon and Sixpence (1942) și Portretul lui Dorian Gray (1945). Este vorba incontestabil de unul dintre cele mai mari roluri ale sale, cel al unui arivist care profită de toți, mai ales de femei. Ca și în cele două filme sus-menționate, filmul este în alb-negru, dar apare o singură secvență în Tehnicolor, cea în care este prezentat tabloul Ispita Sfântului Anton al lui Max Ernst.

## Diferențe față de roman
- În film, Clotilde de Marelle (Lansbury) și Madame Walter (Emery) sunt două văduve, în timp ce în carte sunt căsătorite. Acest lucru se datorează faptului că cenzura nu a permis să se arate în mod explicit adulterul.
- Prostituata Rachel, interpretată de Marie Wilson, este dansatoare în film.
- În prima parte a romanului Duroy se confruntă cu un duel din care iesre nevătămat. În film, această luptă are loc la final.

## Refaceri
După romanul lui Maupassant au fost realizate numeroase versiuni cinematografice și de televiziune. În 1955, Louis Daquin a regizat un film omonim, cu actorii Anne Vernon, Renée Faure și Jean Danet. Ultimul, a fost lansat în 2012 și îi are ca protagoniști pe Robert Pattinson în rolul fascinantului seducător Duroy și pe Uma Thurman în rolul lui Madeleine Forestier.